# Pokrowskoje (Orjol, Pokrowski)
Pokrowskoje (russisch Покро́вское) ist eine Siedlung städtischen Typs in der Oblast Orjol in Russland mit 4432 Einwohnern (Stand 14. Oktober 2010).

## Geographie
Der Ort liegt knapp 70 km Luftlinie südöstlich des Oblastverwaltungszentrums Orjol am Lipowez, einem Fluss ein Einzugsbereich der Bystraja Sosna.
Pokrowskoje ist Verwaltungszentrum des Rajons Pokrowski sowie Sitz und einzige Ortschaft der Stadtgemeinde (gorodskoje posselenije) Pokrowskoje.

## Geschichte
Der Ort wurde erstmals 1625 urkundlich erwähnt. 1861 wurde eine nach dem Dorf benannte Wolost im Ujesds Maloarchangelsk des Gouvernements Orjol gebildet, deren Sitz sich jedoch zunächst im 5 km östlich gelegenen Dorf Lipowez befand.
Am 18. Januar 1935 wurde Pokrowskoje Verwaltungssitz eines neu geschaffenen, nach ihm benannten Rajons. Im Zweiten Weltkrieg wurde der Ort im Dezember 1941 von der deutschen Wehrmacht besetzt und am 18. Februar 1943 von der Roten Armee zurückerobert. Danach verlief die Frontlinie für ein knappes halbes Jahr gut 10 km westlich des Ortes, von wo die sowjetische Gegenoffensive im Nordteil des sogenannten Kursker Bogens im Juli 1943 ihren Ausgang nahm.
Seit 21. Dezember 1973 besitzt der Ort den Status einer Siedlung städtischen Typs.

### Bevölkerungsentwicklung
| Jahr | Einwohner |
| ---- | --------- |
| 1939 | 354       |
| 1959 | 916       |
| 1970 | 1758      |
| 1979 | 3409      |
| 1989 | 4301      |
| 2002 | 4628      |
| 2010 | 4432      |

Anmerkung: Volkszählungsdaten

## Verkehr
Nördlich wird Pokrowskoje von der föderalen Fernstraße R119 Orjol – Lipezk – Tambow umgangen. In nordöstlicher Richtung zweigt die Regionalstraße 54K-4 ins gut 30 km entfernte benachbarte Rajonzentrum Werchowje ab.
Im Werchowje an der Strecke Orjol – Jelez – Lipezk – Grjasi sowie im ebenfalls gut 30 km entfernten westlich benachbarten Rajonzentrum Smijowka an der Strecke Moskau – Kursk – Charkiw (Ukraine) befinden sich die nächstgelegenen Bahnstationen.